# Siracusa Calcio 1975-1976
Questa voce raccoglie le informazioni riguardanti il Siracusa Calcio nelle competizioni ufficiali della stagione 1975-1976.

## Rosa
| N. |                   | Ruolo | Calciatore           |
| -- | ----------------- | ----- | -------------------- |
|    | Italia (bandiera) | C     | Salvatore Amato      |
|    | Italia (bandiera) | P     | Giuseppe Avagliano   |
|    | Italia (bandiera) | P     | Giorgio Bissoli      |
|    | Italia (bandiera) | A     | Stanislao Bozzi      |
|    | Italia (bandiera) | D     | Fiorindo Bragatto    |
|    | Italia (bandiera) | C     | Giuseppe Brunetti    |
|    | Italia (bandiera) | D     | Fedele Carlucci      |
|    | Italia (bandiera) | D     | Amedeo Crippa        |
|    | Italia (bandiera) | C     | Roberto Culotti      |
|    | Italia (bandiera) | C     | Vincenzo Ferrandelli |
|    | Italia (bandiera) | D     | Rutilia Filippone    |

| N. |                   | Ruolo | Calciatore            |
| -- | ----------------- | ----- | --------------------- |
|    | Italia (bandiera) | C     | Ercole Giudice        |
|    | Italia (bandiera) | D     | Giovanni Guerrato     |
|    | Italia (bandiera) | C     | Paolo Lombardo        |
|    | Italia (bandiera) | A     | Francesco Mancarella  |
|    | Italia (bandiera) | A     | Paolo Mangiapane      |
|    | Italia (bandiera) | D     | Giuseppe Molinari     |
|    | Italia (bandiera) | C     | Giovan Battista Rappa |
|    | Italia (bandiera) | A     | Nunzio Restivo        |
|    | Italia (bandiera) | A     | Bruno Sardelli        |
|    | Italia (bandiera) | D     | Paolo Zanoli          |

## Risultati

### Campionato

#### Girone di andata
| 14 settembre 1975 1ª giornata | Nocerina | 2 – 0 | Siracusa |  |

| 21 settembre 1975 2ª giornata | Acireale | 1 – 2 | Siracusa |  |

| 28 settembre 1975 3ª giornata | Siracusa | 0 – 1 | Salernitana |  |

| 5 ottobre 1975 4ª giornata | Siracusa | 1 – 1 | Crotone |  |

| 12 ottobre 1975 5ª giornata | Turris | 0 – 1 | Siracusa |  |

| 19 ottobre 1975 6ª giornata | Siracusa | 1 – 0 | Barletta |  |

| 26 ottobre 1975 7ª giornata | Messina | 1 – 0 | Siracusa |  |

| 2 novembre 1975 8ª giornata | Siracusa | 2 – 1 | Cosenza |  |

| 9 novembre 1975 9ª giornata | Sorrento | 1 – 0 | Siracusa |  |

| 16 novembre 1975 10ª giornata | Siracusa | 1 – 0 | Campobasso |  |

| 23 novembre 1975 11ª giornata | Benevento | 1 – 0 | Siracusa |  |

| 30 novembre 1975 12ª giornata | Siracusa | 2 – 1 | Reggina |  |

| 7 dicembre 1975 13ª giornata | Marsala | 2 – 0 | Siracusa |  |

| 14 dicembre 1975 14ª giornata | Potenza | 1 – 1 | Siracusa |  |

| 21 dicembre 1975 15ª giornata | Siracusa | 1 – 0 | Trapani |  |

| 4 gennaio 1975 16ª giornata | Casertana | 0 – 1 | Siracusa |  |

| 11 gennaio 1976 17ª giornata | Siracusa | 1 – 4 | Lecce |  |

| 18 gennaio 1976 18ª giornata | Bari | 1 – 0 | Siracusa |  |

| 25 gennaio 1976 19ª giornata | Siracusa | 1 – 1 | Pro Vasto |  |

#### Girone di ritorno
| 1 febbraio 1976 20ª giornata | Siracusa | 0 – 0 | Nocerina |  |

| 8 febbraio 1976 21ª giornata | Siracusa | 1 – 2 | Acireale |  |

| 15 febbraio 1976 22ª giornata | Salernitana | 0 – 0 | Siracusa |  |

| 22 febbraio 1976 23ª giornata | Crotone | 1 – 0 | Siracusa |  |

| 29 febbraio 1976 24ª giornata | Siracusa | 0 – 0 | Turris |  |

| 7 marzo 1976 25ª giornata | Barletta | 0 – 0 | Siracusa |  |

| 14 marzo 1976 26ª giornata | Siracusa | 1 – 0 | Messina |  |

| 21 marzo 1976 27ª giornata | Cosenza | 1 – 0 | Siracusa |  |

| 28 marzo 1976 28ª giornata | Siracusa | 1 – 0 | Sorrento |  |

| 4 aprile 1976 29ª giornata | Campobasso | 2 – 0 | Siracusa |  |

| 11 aprile 1976 30ª giornata | Siracusa | 0 – 1 | Benevento |  |

| 18 aprile 1976 31ª giornata | Reggina | 0 – 0 | Siracusa |  |

| 25 aprile 1976 32ª giornata | Siracusa | 0 – 1 | Marsala |  |

| 2 maggio 1976 33ª giornata | Siracusa | 0 – 0 | Potenza |  |

| 9 maggio 1976 34ª giornata | Trapani | 0 – 0 | Siracusa |  |

| 16 maggio 1976 35ª giornata | Siracusa | 1 – 0 | Casertana |  |

| 23 maggio 1976 36ª giornata | Lecce | 2 – 0 | Siracusa |  |

| 30 maggio 1976 37ª giornata | Siracusa | 0 – 2 | Bari |  |

| 6 giugno 1976 38ª giornata | Pro Vasto | 0 – 2 | Siracusa |  |